# Буланаков, Дмитрий Григорьевич
Дмитрий Григорьевич Буланаков (23.02.1914 — 18.11.1975) — помощник командира взвода 176-го стрелкового полка (46-я стрелковая дивизия, 2-я ударная армия, 2-й Белорусский фронт) сержант, участник Великой Отечественной войны, кавалер ордена Славы трёх степеней.

## Биография
Родился 23 февраля 1914 года в деревне Кураково ныне Чебулинского района Кемеровской области в семье рабочего. Русский. Окончил 4 класса. Трудился на руднике по добыче золота в Тисульском районе Новосибирской области.
22 февраля 1942 года был призван в Красную Армию Тисульским райвоенкоматом. С сентября 1942 года в действующей армии. Воевал на фронтах: Волховском, Ленинградском и 2 Белорусском фронтах. Воевал в составе 176-го стрелкового полка 46-й стрелковой дивизии. До января 1944 года дивизия держала оборону как по правому берегу Невы, так и по левому в районе Невской Дубровки - на легендарном Невском пятачке. Затем участвовала в боях при прорыве блокады Ленинграда, в Выборско-Петрозаводской операции.
12 июня 1944 года при отражении контратак противника на северном побережье Финского залива в районе города Териоки (город Зеленогорск, Ленинградский горсовет) красноармеец Буланаков, действуя в головном дозоре, совместно с группой отбил 5 атак противника, лично уничтожил 8 вражеских солдат. Был легко ранен, но не покинул поле боя.
Приказом по частям 46-й стрелковой дивизии (№47/н) от 20 июня 1944 года красноармеец Буланаков Дмитрий Григорьевич награждён орденом Славы 3-й степени.
Осенью 1944 года, входя вместе со всем 108-м стрелковым корпусом уже в состав 2-й ударной армии, дивизия участвовала в Таллиннской наступательной операции Ленинградского фронта. В этих боях младший сержант Буланаков командовал стрелковым отделением того же полка.
17-26 сентября 1944 года в ходя боёв за освобождение Эстонии проявил смелость и отвагу. В бою в 9 км юго-западнее посёлка Выхма (Вильяндиский район, Эстония) младший сержант Буланаков первым из взвода поднявшись в атаку, истребил 9 гитлеровцев, 7 вместе с бойцами захватил в плен.
Приказом по войскам 2-й ударной армии (№152/н) от 24 октября 1944 года младший сержант Буланаков Дмитрий Григорьевич награждён орденом Славы 2-й степени.
В конце сентября 1944 года дивизия, вместе с другими частями 2-й ударной армии, была выведена в резерв Ставки и в октябре переброшена на 2-й Белорусский фронт. В боях за Восточную Пруссию участвовала в ходе Восточно-Прусской (в том числе и в ходе Млавско-Элибинской фронтовой) и Восточно-Померанской стратегических наступательных операций. В этих боях помощник командира стрелкового взвода сержант Буланаков за проявленные мужество и отвагу награждён орденом Красной Звезды и медалью «За отвагу».
16 февраля 1945 года на западном берегу реки Висла у населённого пункта Гутта (11 км западнее города Грудзёндз, Польша) сержант Буланаков при отражении вражеской контратаки из противотанкового ружья, расчёт которого выбыл из строя, подбил штурмовое орудие. Затем, когда боеприпасы были на исходе, поднял в атаку бойцов и первым ворвался в расположение гитлеровцев. Лично из автомата истребил до 10 гитлеровцев. Враг в панике отступил. В этом бою взвод под его командованием истребил до 50 вражеских солдат и офицеров и 18 взял в плен.
В одном из следующих боёв был тяжело ранен – в левую лопатку. В госпитале в городе Бромберг провёл несколько месяцев, здесь встретил День Победы. Только в конце июня 1945 года вернулся в свой полк, который находился в поверженном Берлине. Здесь командир полка вручил старшине Буланакову сразу две награды: медаль «За отвагу», орден Красной Звезды.
Указом Президиума Верховного Совета СССР от 26 июня 1945 года за образцовое выполнение боевых заданий командования на фронте борьбы с немецкими захватчиками и проявленные при этом отвагу и геройство сержант Буланаков Дмитрий Григорьевич награждён орденом Славы 1-й степени. Стал полным кавалером ордена Славы.
В 1945 году был демобилизован. В 1946 году приехал на место жительства в город Фрунзе (ныне Бишкек, Кыргызстан). Работал слесарем на автобазе, затем фрезеровщиком на заводе «Красный металлист».
Четыре тяжёлых ранения сказались на его здоровье. Скончался 18 ноября 1975 года. Похоронен на Северном кладбище Бишкека.

## Награды
- Орден Красной Звезды (17.01.1945)[3]
- Полный кавалер ордена Славы:
  - орден Славы I степени (29.06.1945)[4]
  - орден Славы II степени (24.10.1944)[5];
  - орден Славы III степени (20.06.1944)[6];
- медали, в том числе:
  - «За отвагу» (18.02.1945)[7]
  - «За оборону Ленинграда» (1944)
  - «За победу над Германией в Великой Отечественной войне 1941—1945 гг.» (9 мая 1945[8])
  - «20 лет Победы в Великой Отечественной войне 1941—1945 гг.» (7 мая 1965[9])
  - «30 лет Победы в Великой Отечественной войне 1941—1945 гг.»[10]
  - «30 лет Советской Армии и Флота»[11]
  - «40 лет Вооружённых Сил СССР»[12]
  - «50 лет Вооружённых Сил СССР» (26 декабря 1967[13])
- Знак «25 лет победы в Великой Отечественной войне» (1970)

## Память
- Имя полного кавалера ордена Славы увековечено в Главном Храме Вооружённых сил России, и навсегда запечатлено на мемориале «Дорога памяти».